# Fémina (grupo musical)
Fémina es un trío argentino de hip hop y folk proveniente de San Martín de los Andes, Neuquén.

## Historia

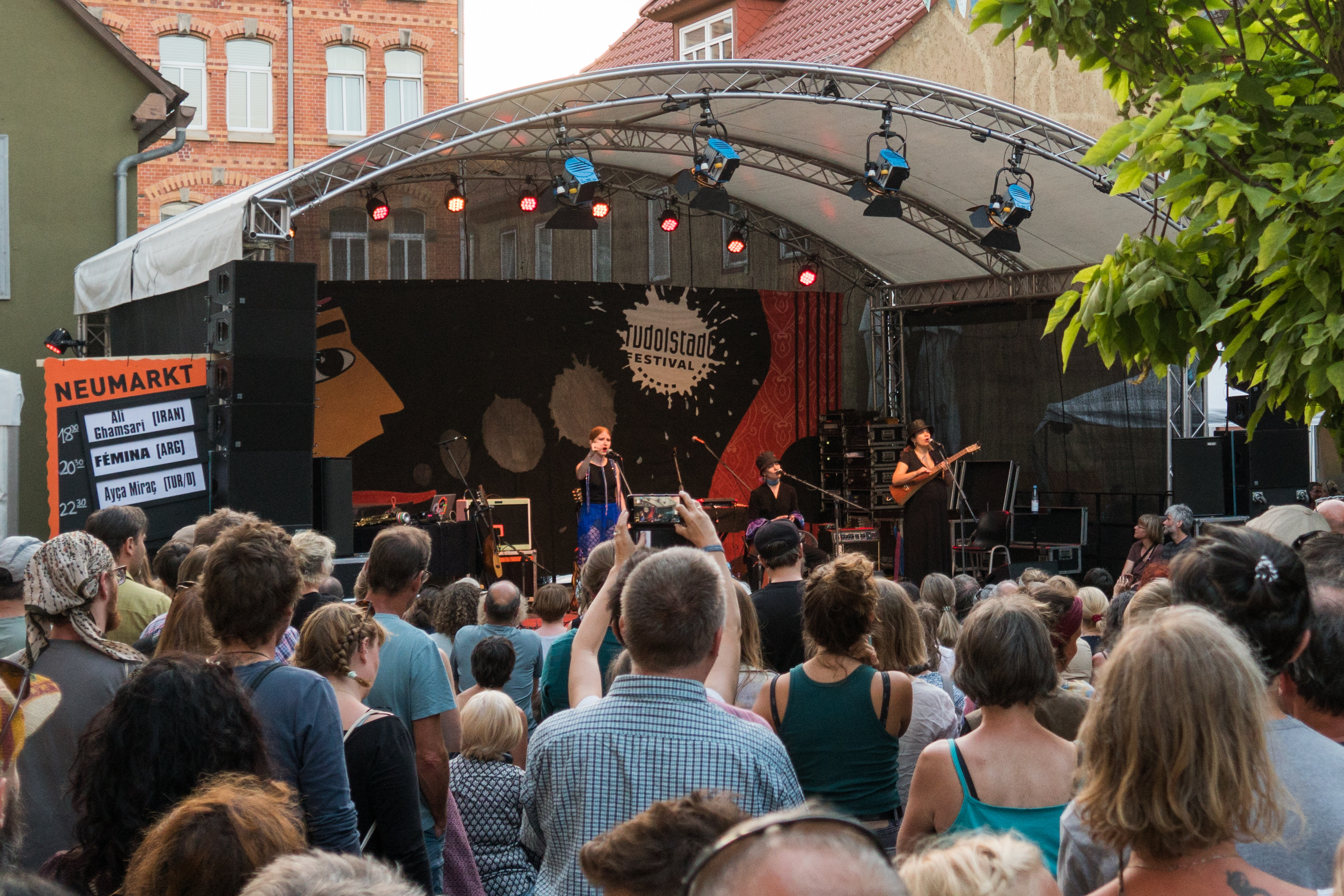
Fémina en vivo en 2019 en el Rudolstadt-Festival, Alemania

En 2004, Clara Miglioli y Sofía Trucco crearon la agrupación Fémina en la ciudad de San Martín de los Andes, Neuquén. Tras completar sus estudios superiores, se trasladaron a Buenos Aires. Más adelante, se unió al grupo como percusionista Clara Trucco, hermana menor de Sofía. En la capital argentina conocieron y brindaron conciertos con otras agrupaciones similares, como Koxmoz y Apolo MC. Adicional a su carrera musical, tanto Miglioli como las hermanas Trucco tienen experiencia en la actuación y el entrenamiento vocal.  Fémina ha realizado giras por Latinoamérica, Europa y los Estados Unidos. En 2018 se presentaron en el Sydney Festival de Australia. En una entrevista en agosto de 2017 para la revista Rolling Stone, el grupo anunció que se encontraba trabajando en un nuevo álbum bajo la producción de Will Holland, y la colaboración de Iggy Pop en algunas canciones.

## Estilo
Su música es una mezcla entre el hip hop y la música folk. Sus canciones suelen incorporar temáticas como el folclore, el feminismo y la Patagonia, región de donde son oriundas. Además, a lo largo de sus temas se pueden encontrar mensajes sobre la desigualdad de género, el amor y la unidad. Sus influencias iniciale fueron artistas como Clarice Lispector, Fernando Pessoa, The Roots, Pete Rock, Cypress Hill y Lauryn Hill.

## Discografía

### Álbumes
| Título           | Detalles            |
| ---------------- | ------------------- |
| Deshice de mí    | - Lanzamiento: 2011 |
| Traspasa         | - Lanzamiento: 2014 |
| Perlas & Conchas | - Lanzamiento: 2019 |